# Handbal la Jocurile Olimpice de vară din 2020
Competiția de handbal de la Jocurile Olimpice de vară din 2020, care s-a desfășurat la Tokyo, în Japonia, a fost inițial prevăzută a avea loc în perioada 24 iulie - 9 august 2021. Pe 24 martie 2020, într-o conferință de presă susținută de președintele Comitetului Olimpic Internațional și de premierul japonez Shinzo Abe, în prezența altor demnitari și oficiali olimpici și politici, s-a anunțat că, din cauza gravei pandemii provocate de coronavirusul COVID-19, turneul olimpic final „va trebui reprogramat pentru o dată ulterioară anului 2020, dar nu mai târziu de vara anului 2021”.
În final, turneul de handbal masculin a fost programat să se desfășoare între 24 iulie și 7 august 2021, iar cel de handbal feminin între 25 iulie și 8 august 2021.

## Probe sportive
Participanții au concurat pentru cele trei medalii olimpice: aur, argint și bronz, din cele două probe sportive de handbal:
- handbal masculin
- handbal feminin

## Programul competiției
Calendarul partidelor a fost făcut public pe 23 iulie 2020 și actualizat ulterior.
| G | Faza grupelor | ¼ | Sferturi de finală | ½ | Semifinalele | f | Finala mică | F | Finala |

| 0        | Sâm 24 | Dum 25 | Lun 26 | Mar 27 | Mie 28 | Joi 29 | Vin 30 | Sâm 31 | Dum 1 | Lun 2 | Mar 3 | Mie 4 | Joi 5 | Vin 6 | Sâm 7 | Sâm 7 | Dum 8 | Dum 8 |
| -------- | ------ | ------ | ------ | ------ | ------ | ------ | ------ | ------ | ----- | ----- | ----- | ----- | ----- | ----- | ----- | ----- | ----- | ----- |
| Masculin | G      |        | G      |        | G      |        | G      |        | G     |       | ¼     |       | ½     |       | f     | F     |       |       |
| Feminin  |        | G      |        | G      |        | G      |        | G      |       | G     |       | ¼     |       | ½     |       |       | f     | F     |

## Criterii de calificare
Fiecare Comitet Olimpic Național a avut dreptul de a include o echipă în proba masculină și o echipă în proba feminină.

### Masculin
| Modalitate de calificare                 | Data                     | Gazda                       | Locuri | Calificate          |
| ---------------------------------------- | ------------------------ | --------------------------- | ------ | ------------------- |
| Țara gazdă                               | 7 septembrie 2013        | Buenos Aires                | 1      | Japonia             |
| Campionatul Mondial din 2019             | 10–27 ianuarie 2019      | Danemarca / Germania        | 1      | Danemarca           |
| Jocurile Panamericane 2019               | 31 iulie – 5 august 2019 | Lima                        | 1      | Argentina           |
| Turneul asiatic de calificare din 2019   | 17–26 octombrie 2019     | Doha                        | 1      | Bahrain             |
| Campionatul European din 2020            | 10–26 ianuarie 2020      | Austria / Norvegia / Suedia | 1      | Spania              |
| Campionatul African din 2020             | 16–26 ianuarie 2020      | Tunisia                     | 1      | Egipt               |
| Turneele olimpice de calificare din 2021 | 12–14 martie 2021        | Podgorica                   | 2      | Brazilia · Norvegia |
| Turneele olimpice de calificare din 2021 | 12–14 martie 2021        | Montpellier                 | 2      | Franța · Portugalia |
| Turneele olimpice de calificare din 2021 | 12–14 martie 2021        | Berlin                      | 2      | Germania · Suedia   |
| Total                                    |                          |                             | 12     |                     |

### Feminin
| Modalitate de calificare                 | Data                                             | Gazda        | Locuri | Calificate            |
| ---------------------------------------- | ------------------------------------------------ | ------------ | ------ | --------------------- |
| Țara gazdă                               | 7 septembrie 2013                                | Buenos Aires | 1      | Japonia               |
| Campionatul European din 2018            | 29 nov.–16 dec. 2018                             | Franța       | 1      | Franța                |
| Jocurile Panamericane 2019               | 24–30 iul. 2019                                  | Peru         | 1      | Brazilia              |
| Turneul asiatic de calificare din 2019   | 23–29 septembrie 2019                            | China        | 1      | Coreea de Sud         |
| Turneul african de calificare din 2019   | 26–29 septembrie 2019                            | Senegal      | 1      | Angola                |
| Campionatul Mondial din 2019             | 30 nov.–15 dec. 2019                             | Japonia      | 1      | Țările de Jos         |
| Turneele olimpice de calificare din 2021 | 20–22 martie 2020 iunie 2020 19–21 martie 20211) | Spania       | 2      | Suedia · Spania       |
| Turneele olimpice de calificare din 2021 | 20–22 martie 2020 iunie 2020 19–21 martie 20211) | Ungaria      | 2      | Ungaria · Rusia       |
| Turneele olimpice de calificare din 2021 | 20–22 martie 2020 iunie 2020 19–21 martie 20211) | Muntenegru   | 2      | Muntenegru · Norvegia |
| Total                                    | Total                                            | Total        | 12     |                       |

## Sala
Toate meciurile s-au jucat în Gimnaziul Național Yoyogi, situat în Parcul Yoyogi din sectorul Shibuya al capitalei Tokyo.
| Shibuya                                    |
| Gimnaziul Național Yoyogi 10.200 de locuri |
|                                            |
| Inaugurat: 1964                            |

## Tragerea la sorți
Tragerea la sorți a avut loc pe 1 aprilie 2021, la sediul Federației Internaționale de Handbal de la Basel, Elveția.

## Arbitrii
Pentru conducerea partidelor au fost selectate 16 perechi de arbitri:
| Arbitri   | Arbitri                                 |
| --------- | --------------------------------------- |
| Algeria   | Youcef Belkhiri Sid Ali Hamidi          |
| Argentina | María Paolantoni Mariana García         |
| Croația   | Matija Gubica Boris Milošević           |
| Cehia     | Václav Horáček Jiří Novotný             |
| Danemarca | Mads Hansen Jesper Madsen               |
| Egipt     | Yasmina El-Saied Heidy El-Saied         |
| Franța    | Charlotte Bonaventura Julie Bonaventura |
| Germania  | Robert Schulze Tobias Tönnies           |

| Arbitri           | Arbitri                             |
| ----------------- | ----------------------------------- |
| Macedonia de Nord | Gjorgji Nacevski Slave Nikolov      |
| Portugalia        | Duarte Santos Ricardo Fonseca       |
| Rusia             | Viktoria Alpaidze Tatiana Berezkina |
| Slovenia          | Bojan Lah David Sok                 |
| Coreea de Sud     | Koo Bon-ok Lee Se-ok                |
| Spania            | Óscar Raluy Ángel Sabroso           |
| Suedia            | Mirza Kurtagić Mattias Wetterwik    |
| Elveția           | Arthur Brunner Morad Salah          |

## Turneul masculin
Competiția a fost alcătuită din două faze: o fază a grupelor, urmată de faza eliminatorie.

### Faza grupelor
Echipele au fost împărțite în două grupe de câte șase națiuni și au jucat fiecare împotriva celorlalte adversare din grupă. S-au acordat două puncte pentru victorie și un punct pentru egal. Echipele clasate pe primele patru locuri în fiecare grupă au avansat în sferturile de finală.

### Grupa A
| Loc | Echipa    | MJ | V | E | Î | GM  | GP  | DG  | Pct | Calificare           |
| --- | --------- | -- | - | - | - | --- | --- | --- | --- | -------------------- |
| 1   | Franța    | 5  | 4 | 0 | 1 | 162 | 148 | +14 | 8   | Sferturile de finală |
| 2   | Spania    | 5  | 4 | 0 | 1 | 155 | 142 | +13 | 8   | Sferturile de finală |
| 3   | Germania  | 5  | 3 | 0 | 2 | 146 | 131 | +15 | 6   | Sferturile de finală |
| 4   | Norvegia  | 5  | 3 | 0 | 2 | 136 | 132 | +4  | 6   | Sferturile de finală |
| 5   | Brazilia  | 5  | 1 | 0 | 4 | 128 | 145 | −17 | 2   |                      |
| 6   | Argentina | 5  | 0 | 0 | 5 | 125 | 154 | −29 | 0   |                      |

1. 1 2  Franța 36–31 Spania
2. 1 2  Germania 28–23 Norvegia

### Grupa B
| Loc | Echipa      | MJ | V | E | Î | GM  | GP  | DG  | Pct | Calificare           |
| --- | ----------- | -- | - | - | - | --- | --- | --- | --- | -------------------- |
| 1   | Danemarca   | 5  | 4 | 0 | 1 | 174 | 139 | +35 | 8   | Sferturile de finală |
| 2   | Egipt       | 5  | 4 | 0 | 1 | 154 | 134 | +20 | 8   | Sferturile de finală |
| 3   | Suedia      | 5  | 4 | 0 | 1 | 144 | 142 | +2  | 8   | Sferturile de finală |
| 4   | Bahrain     | 5  | 1 | 0 | 4 | 129 | 149 | −20 | 2   | Sferturile de finală |
| 5   | Portugalia  | 5  | 1 | 0 | 4 | 143 | 156 | −13 | 2   |                      |
| 6   | Japonia (H) | 5  | 1 | 0 | 4 | 146 | 170 | −24 | 2   |                      |

1. 1 2 3  Danemarca 2 puncte, golaveraj +2; Egipt 2 puncte, golaveraj 0, Suedia 2 puncte, golaveraj −2
2. 1 2 3  Bahrain 2 puncte, golaveraj +1; Portugalia 2 puncte, golaveraj 0, Japonia 2 puncte, golaveraj −1

### Fazele eliminatorii

#### Schemă
|  | Sferturile de finală | Sferturile de finală |               |    | Semifinalele | Semifinalele |  |  | Finala | Finala |
|  |                      |                      |               |    |              |              |  |  |        |        |
|  | 3 august 2021        |                      |               |    |              |              |  |  |        |        |
|  |                      |                      |               |    |              |              |  |  |        |        |
|  | Franța               | 42                   |               |    |              |              |  |  |        |        |
|  | Franța               | 42                   | 5 august 2021 |    |              |              |  |  |        |        |
|  | Bahrain              | 28                   |               |    |              |              |  |  |        |        |
|  | Bahrain              | 28                   | Franța        | 27 |              |              |  |  |        |        |
|  | 3 august 2021        |                      | Franța        | 27 |              |              |  |  |        |        |
|  |                      | Egipt                | 23            |    |              |              |  |  |        |        |
|  | Germania             | Egipt                | 23            | 26 |              |              |  |  |        |        |
|  | Germania             |                      | 7 august 2021 | 26 |              |              |  |  |        |        |
|  | Egipt                | 31                   |               |    |              |              |  |  |        |        |
|  | Egipt                | 31                   | Franța        | 25 |              |              |  |  |        |        |
|  | 3 august 2021        |                      | Franța        | 25 |              |              |  |  |        |        |
|  |                      | Danemarca            | 23            |    |              |              |  |  |        |        |
|  | Suedia               | Danemarca            | 23            | 33 |              |              |  |  |        |        |
|  | Suedia               | 5 august 2021        |               | 33 |              |              |  |  |        |        |
|  | Spania               | 34                   |               |    |              |              |  |  |        |        |
|  | Spania               | 34                   | Spania        | 23 |              |              |  |  |        |        |
|  | 3 august 2021        |                      | Spania        | 23 |              |              |  |  |        |        |
|  |                      | Danemarca            | 27            |    | Finala mică  | Finala mică  |  |  |        |        |
|  | Danemarca            | Danemarca            | 27            | 31 | Finala mică  | Finala mică  |  |  |        |        |
|  | Danemarca            |                      | 7 august 2021 | 31 |              |              |  |  |        |        |
|  | Norvegia             | 25                   |               |    |              |              |  |  |        |        |
|  | Norvegia             | 25                   | Egipt         | 31 |              |              |  |  |        |        |
|  |                      |                      |               |    |              |              |  |  |        |        |
|  | Spania               | 33                   |               |    |              |              |  |  |        |        |
|  | Spania               | 33                   |               |    |              |              |  |  |        |        |

## Turneul feminin
Competiția a fost alcătuită din două faze: o fază a grupelor, urmată de faza eliminatorie.

### Faza grupelor
Echipele au fost împărțite în două grupe de câte șase națiuni și au jucat fiecare împotriva celorlalte adversare din grupă. S-au acordat două puncte pentru victorie și un punct pentru egal. Echipele clasate pe primele patru locuri în fiecare grupă au avansat în sferturile de finală.

### Grupa A
| Loc | Echipa        | MJ | V | E | Î | GM  | GP  | DG  | Pct | Calificare           |
| --- | ------------- | -- | - | - | - | --- | --- | --- | --- | -------------------- |
| 1   | Norvegia      | 5  | 5 | 0 | 0 | 170 | 123 | +47 | 10  | Sferturile de finală |
| 2   | Țările de Jos | 5  | 4 | 0 | 1 | 169 | 143 | +26 | 8   | Sferturile de finală |
| 3   | Muntenegru    | 5  | 2 | 0 | 3 | 139 | 142 | −3  | 4   | Sferturile de finală |
| 4   | Coreea de Sud | 5  | 1 | 1 | 3 | 147 | 165 | −18 | 3   | Sferturile de finală |
| 5   | Angola        | 5  | 1 | 1 | 3 | 130 | 156 | −26 | 3   |                      |
| 6   | Japonia (H)   | 5  | 1 | 0 | 4 | 124 | 150 | −26 | 2   |                      |

1. 1 2  Coreea de Sud 31–31 Angola

### Grupa B
| Loc | Echipa   | MJ | V | E | Î | GM  | GP  | DG  | Pct | Calificare           |
| --- | -------- | -- | - | - | - | --- | --- | --- | --- | -------------------- |
| 1   | Suedia   | 5  | 3 | 1 | 1 | 152 | 133 | +19 | 7   | Sferturile de finală |
| 2   | ROC1)    | 5  | 3 | 1 | 1 | 148 | 149 | −1  | 7   | Sferturile de finală |
| 3   | Franța   | 5  | 2 | 1 | 2 | 139 | 135 | +4  | 5   | Sferturile de finală |
| 4   | Ungaria  | 5  | 2 | 0 | 3 | 142 | 149 | −7  | 4   | Sferturile de finală |
| 5   | Spania   | 5  | 2 | 0 | 3 | 135 | 142 | −7  | 4   |                      |
| 6   | Brazilia | 5  | 1 | 1 | 3 | 133 | 141 | −8  | 3   |                      |

1. 1 2  Suedia 36–24 ROC
2. 1 2  Ungaria 29–25 Spania

### Fazele eliminatorii

#### Schemă
|  | Sferturile de finală | Sferturile de finală |               |    | Semifinalele | Semifinalele |  |  | Finala | Finala |
|  |                      |                      |               |    |              |              |  |  |        |        |
|  | 4 august 2021        |                      |               |    |              |              |  |  |        |        |
|  |                      |                      |               |    |              |              |  |  |        |        |
|  | Norvegia             | 26                   |               |    |              |              |  |  |        |        |
|  | Norvegia             | 26                   | 6 august 2021 |    |              |              |  |  |        |        |
|  | Ungaria              | 22                   |               |    |              |              |  |  |        |        |
|  | Ungaria              | 22                   | Norvegia      | 26 |              |              |  |  |        |        |
|  | 4 august 2021        |                      | Norvegia      | 26 |              |              |  |  |        |        |
|  |                      | ROC                  | 27            |    |              |              |  |  |        |        |
|  | Muntenegru           | ROC                  | 27            | 26 |              |              |  |  |        |        |
|  | Muntenegru           |                      | 8 august 2021 | 26 |              |              |  |  |        |        |
|  | ROC                  | 32                   |               |    |              |              |  |  |        |        |
|  | ROC                  | 32                   | ROC           | 25 |              |              |  |  |        |        |
|  | 4 august 2021        |                      | ROC           | 25 |              |              |  |  |        |        |
|  |                      | Franța               | 30            |    |              |              |  |  |        |        |
|  | Franța               | Franța               | 30            | 32 |              |              |  |  |        |        |
|  | Franța               | 6 august 2021        |               | 32 |              |              |  |  |        |        |
|  | Țările de Jos        | 22                   |               |    |              |              |  |  |        |        |
|  | Țările de Jos        | 22                   | Franța        | 29 |              |              |  |  |        |        |
|  | 4 august 2021        |                      | Franța        | 29 |              |              |  |  |        |        |
|  |                      | Suedia               | 27            |    | Finala mică  | Finala mică  |  |  |        |        |
|  | Suedia               | Suedia               | 27            | 39 | Finala mică  | Finala mică  |  |  |        |        |
|  | Suedia               |                      | 8 august 2021 | 39 |              |              |  |  |        |        |
|  | Coreea de Sud        | 30                   |               |    |              |              |  |  |        |        |
|  | Coreea de Sud        | 30                   | Norvegia      | 36 |              |              |  |  |        |        |
|  |                      |                      |               |    |              |              |  |  |        |        |
|  | Suedia               | 19                   |               |    |              |              |  |  |        |        |
|  | Suedia               | 19                   |               |    |              |              |  |  |        |        |

## Medaliați
| Probă            | Aur | Argint | Bronz |
| Masculin detalii | FranțaNedim Remili · Melvyn Richardson · Dika Mem · Nicolas Tournat · Vincent Gérard · Nikola Karabatić · Kentin Mahé · Yann Genty · Timothey N'Guessan · Luc Abalo · Michaël Guigou · Luka Karabatić · Ludovic Fabregas · Hugo Descat · Valentin Porte · Antrenor principal: · Guillaume Gille · Antrenor secund: · Érick Mathé                                                                                 | DanemarcaNiklas Landin · Magnus Landin · Emil Jakobsen · Magnus Saugstrup · Lasse Svan Hansen · Kevin Møller · Henrik Møllgaard · Mads Mensah · Henrik Toft Hansen · Mikkel Hansen · Morten Olsen · Jóhan Hansen · Lasse Andersson · Jacob Holm · Mathias Gidsel · Antrenor principal: · Nikolaj Jacobsen · Antrenor secund: · Henrik Kronborg | SpaniaGonzalo Pérez de Vargas · Eduardo Gurbindo · Jorge Maqueda · Angel Fernandez · Raúl Entrerríos · Alex Dujshebaev · Daniel Sarmiento · Rodrigo Corrales · Julen Aguinagalde · Ferran Solé · Adrià Figueras · Miguel Sánchez-Migallón · Antonio García Robledo · Aleix Gómez · Gedeón Guardiola · Antrenor principal: · Jordi Ribera · Antrenor secund: · César Montes Agüera   |
| Feminin detalii  | Franța (FRA)Méline Nocandy · Blandine Dancette · Pauline Coatanea · Chloé Valentini · Allison Pineau · Coralie Lassource · Grâce Zaadi Deuna · Amandine Leynaud · Kalidiatou Niakaté · Cléopatre Darleux · Laura Flippes · Béatrice Edwige · Pauletta Foppa · Estelle Nze Minko · Océane Sercien-Ugolin · Alexandra Lacrabère · Antrenor principal: · Olivier Krumbholz · Antrenor secund: · Sébastien Gardillou | CORAnna Sedoikina Polina Kuznețova Paulina Gorșkova Daria Dmitrieva Anna Sen Anna Viahireva Polina Vedehina Vladlena Bobrovnikova Ksenia Makeeva Elena Mihailicenko Olga Fomina Ekaterina Ilina Iulia Managarova Antonina Skorobogatcenko Viktoria Kalinina Antrenor principal: Alexei Alekseev Antrenor secund: Olga Akopian                  | Norvegia (NOR)Henny Reistad · Veronica Kristiansen · Marit Malm Frafjord · Stine Skogrand · Nora Mørk · Stine Bredal Oftedal · Silje Solberg · Kari Brattset Dale · Katrine Lunde · Marit Røsberg Jacobsen · Camilla Herrem · Sanna Solberg-Isaksen · Kristine Breistøl · Marta Tomac · Vilde Johansen · Antrenor principal: · Thorir Hergeirsson · Antrenor secund: · Tonje Larsen |